# Ours (chanson)
Pour les articles homonymes, voir Ours (homonymie).
Singles de Taylor Swift
Sparks Fly
(2011) We Are Never Ever Getting Back Together
(2012)
Clip vidéo
[vidéo] « Ours (audio) », sur YouTube
Ours est une chanson de la chanteuse et auteur-compositrice américaine Taylor Swift extraite de l'édition deluxe de son troisième album studio Speak Now, sorti en 2010.
Le 8 novembre 2011 la chanson a été publiée en single. C'était le sixième et dernier single de cet album.
Aux Etats-Unis, la chanson a atteint le numéro un sur le classement Hot Country Songs du magazine Billboard et  le numéro 13 sur le Billboard Hot 100.

## Texte et musique
Selon le site Songfacts,

« La chanson trouve Taylor dans une relation que d'autres n'approuvent pas. Elle rassure son fiancé que malgré les critiques qu'ils reçoivent, elle l'aime. »